# Ebbe Hamerik

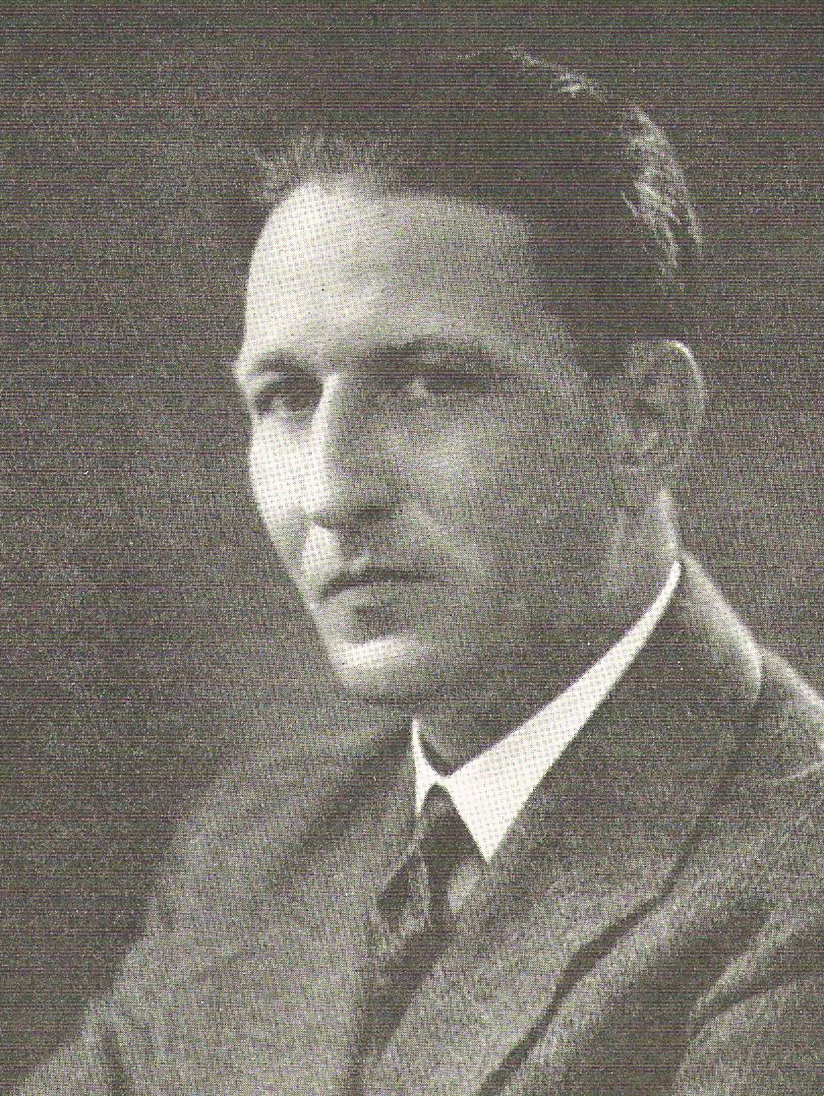
Ebbe Hamerik

Ebbe Hamerik (* 5. September 1898 in Frederiksberg (Hauptstadtregion Kopenhagen); † August 1951, ertrunken im Kattegat), eigentlich Hammerich, war ein dänischer Komponist und Dirigent.

## Leben
Ebbe Hamerik ist der Sohn des Komponisten Asger Hamerik und der US-amerikanischen Komponistin und Pianistin Margaret Elizabeth Williams (1867–1942) sowie der Neffe des Musikforschers Angul Hammerich (1848–1931). Er besuchte 1916 die Sorø-Akademie, wo er bereits erste Stücke komponierte. Hamerik erhielt Privatunterricht bei seinem Vater in Theorie und Orchestrierung. 1917 lernte er Dirigieren bei dem US-amerikanischen Komponisten und Dirigenten Frank van der Stucken, der die letzten Jahre des Ersten Weltkriegs in Kopenhagen zubrachte. 1919 gründete und leitete Hamerik ein Amateur-Orchester. Im selben Jahr wurde er Chor- und Hilfskapellmeister am Königlichen Theater in Kopenhagen, wo er als Dirigent mit Glucks Oper Orpheus und Eurydike debütierte. 1922 verließ er das Theater und widmete sich der Komposition. In den Jahren bis 1927 hielt er sich studienhalber im Ausland auf, u. a. in Lübeck, Mainz und Antwerpen. Zwischen 1927 und 1931 war er Dirigent von Musikforeningen (Musikverein) Kopenhagen, wo er Werke von Bartók, Ravel, de Falla, Reger, Kodály und Prokofjew dirigierte. Ab dann wirkte er als Dirigent in Wien, Leipzig und Dresden. 1933 erhielt er das Ancker-Stipendium. 1940 nahm Hamerik als Freiwilliger auf finnischer Seite am sowjetisch-finnischen Winterkrieg teil. 1939 bis 1943 war er häufig Gast beim Dänischen Rundfunk. Er heiratete 1944 Brita Møller, die Tochter des Pianofabrikanten Knud Møller. Hamerik war ein leidenschaftlicher Segelsportler. Im August 1951 erlitt er Schiffbruch im Kattegat auf einem Törn von Norwegen nach Schweden. Das Wrack wurde bei Halmstad gefunden, die Leiche blieb verschollen. Die Oper Marie Grubbe und die fünf Cantus Firmi machten Hamerik international bekannt.

## Werke (Auszug)
- Opern[9]
  - Stepan, 3 Akte (Libretto Fredrik Nygaard[10], Uraufführung 30. November 1924 in Mainz, dänische Premiere am 31. März 1926 in Kopenhagen)
  - Leonardo da Vinci, 4 Szenen aus dem Leben Leonardos (Libretto M. Moretti und C. Muzzi, Uraufführung 28. März 1939 in Antwerpen)
  - Marie Grubbe, 2 Akte (12 Bilder), nach dem Roman von Jens Peter Jacobsen über die historische Gestalt Marie Grubbe (Libretto Fredrik Nygaard, Uraufführung 17. Mai 1940 in Kopenhagen)
  - Rejsekammeraten (Der Reisekamerad), 9 Bilder, nach dem gleichnamigen Märchen von Hans Christian Andersen (Libretto Karl Nielsen[11], Uraufführung 5. Januar 1946 in Kopenhagen)
  - Drømmerne (Die Träumer), 2 Akte, nach Karen Blixens[12] sechster Erzählung aus der Sammlung Syv fantastiske fortællinger (Sieben fantastische Geschichten), polytonales Musikdrama (Libretto Ebbe Hamerik, entstanden 1949, Uraufführung 9. September 1974 in Aarhus[13])
- Ballett
  - Dionysia (Uraufführung 1927 in Antwerpen)
- Orchesterwerke
  - Sommer (Text Fredrik Nygaard) für Orchester und Bariton, 1920
  - Goethe-Cyclus für Orchester und Bariton, 1928
  - Orchestervariationen über ein altdänisches Motiv, 1934
  - 5 kurze Symphonien (Cantus Firmus I bis Cantus Firmus V), Entstehungsjahre 1937 bis 1949
- Kammermusik
  - 2 Streichquartette (d-Moll und A-Dur), 1917
  - Streichquintett Quasi Passacaglia e Fuga, 1932
  - Bläserquintett (Flöte, Oboe, Klarinette, Horn und Fagott), 1942
- Lieder
  - Fire Sange (Vier Gesänge), 1916
  - Upp alla nordens män (schwedisch, nach einem Text des schwedischen Autors Rudolf Hammar)[14], 1940
  - Syv sejler og sømandssange (Sieben Segler- und Seemannslieder), 1943
  - Danmark i Dag (Dänemark heute), 1945, nach einem Gedicht von Erik Bertelsen (1898–1969)